# Dasophrys silvestris
Dasophrys silvestris är en tvåvingeart som beskrevs av Jason Gilbert Hayden Londt 1981. Dasophrys silvestris ingår i släktet Dasophrys och familjen rovflugor. Inga underarter finns listade i Catalogue of Life.